# Macrotrachela nixa
Macrotrachela nixa är en hjuldjursart som beskrevs av Donner 1962. Macrotrachela nixa ingår i släktet Macrotrachela och familjen Philodinidae. Inga underarter finns listade i Catalogue of Life.